# 1972-es Vuelta ciclista a España
Az 1972-es Vuelta ciclista a España volt a 27. spanyol körverseny. 1972. április 27-e és május 14-e között rendezték. A verseny össztávja 2079 km volt, és 17 szakaszból állt. Végső győztes a spanyol José Manuel Fuente lett.

## Végeredmény
|    | Versenyző                  | Csapat     | Idő           |
| -- | -------------------------- | ---------- | ------------- |
| 1  | José Manuel Fuente         | Kas-Kaskol | 82 óra 34' 14 |
| 2  | Miguel Maria Lasa          | Kas-Kaskol | 6' 34         |
| 3  | Agustin Tamames            | Werner     | 7' 00         |
| 4  | Gonzalo Aja Barguin        | Karpy      | 8' 07         |
| 5  | José Antonio Gonzalez      | Kas-Kaskol | 8' 08         |
| 6  | Domingo Perurena Tellechea | Kas-Kaskol | 8' 23         |
| 7  | Jesus Manzaneque           | Kas-Kaskol | 8' 27         |
| 8  | José Pesarrodona           | Kas-Kaskol | 8' 38         |
| 9  | Desire Letort              | Bic        | 8' 42         |
| 10 | Bernard Labourdette        | Bic        | 8' 54         |